# 京都府立体育館
京都府立体育館（きょうとふりつ たいいくかん）は、京都府京都市北区大将軍にある体育館である。2013年11月より同市に本社を置く精密機器メーカーの島津製作所が命名権を取得し、島津アリーナ京都（しまづアリーナきょうと）の呼称を用いている（詳細は後述）。

## 施設概要

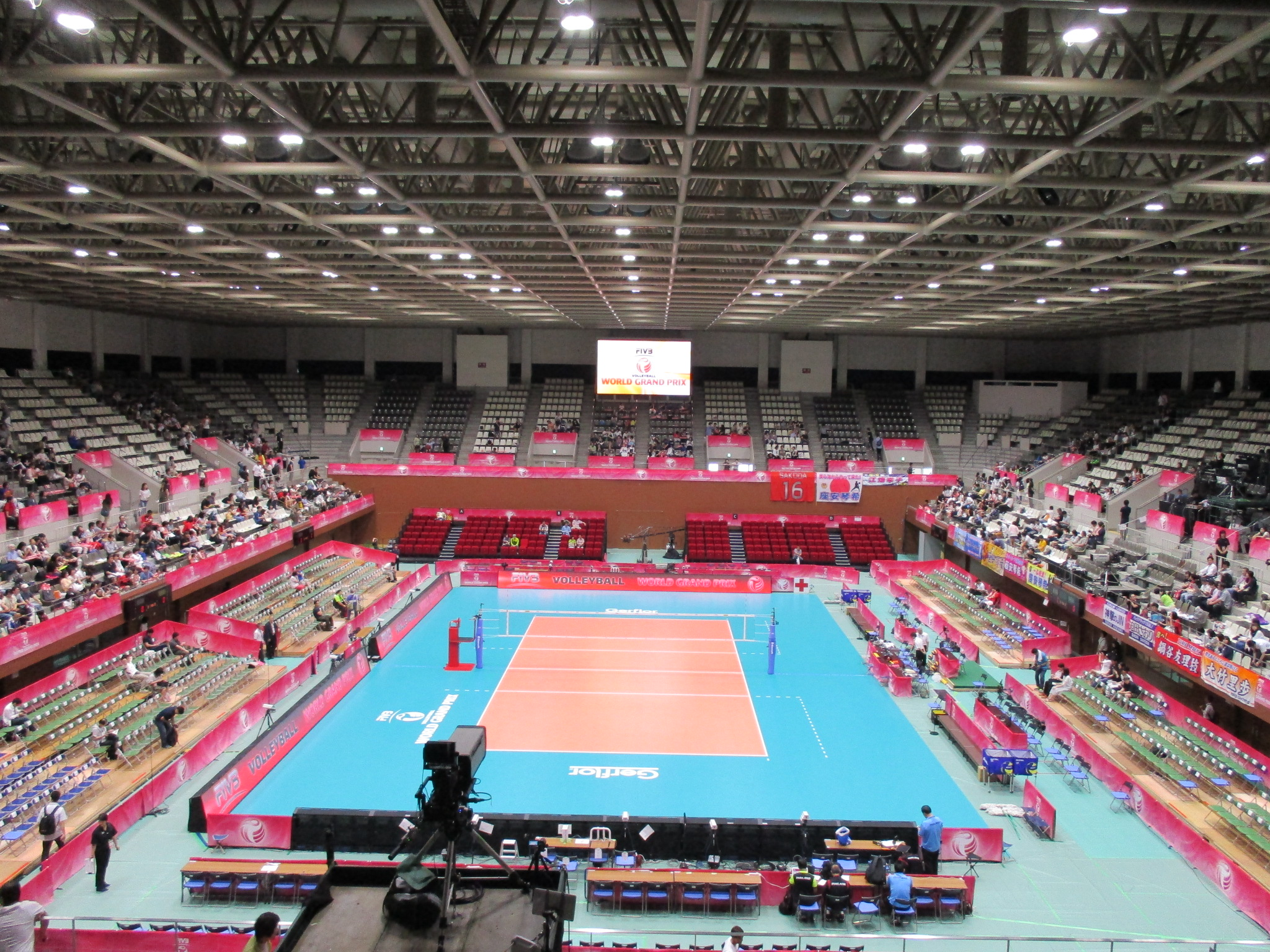
アリーナ部

1971年10月10日（体育の日）に開館。設計は関西モダニズム建築界を牽引した建築家・富家宏泰による（富家建築事務所代表）。第1競技場は座席数は最大8,635人。
バレーボール、バスケットボールの公式戦などが開催されている。また、プロボクシング世界タイトルマッチやプロレスリングの興行も行われたこともある。
コンサートとしては、1982年3月に、ザ・タイガースの地元凱旋公演が開催された。翌年2月28日には、ジャーニーのワールド・ツアーも行われた。
2009-10シーズンより、バスケ・京都ハンナリーズの準ホームアリーナとしても使用されている。
2012年10月から改修工事を行い、2013年6月1日に完了。これにより国際試合の開催にも対応できるようになり、同年11月にはバレーボールの国際大会であるワールドグランドチャンピオンズカップの男子の試合が開催される。

## 命名権
2013年8月12日から9月5日まで当体育館の施設命名権（ネーミングライツ）の募集が行われ、募集の結果島津製作所が当体育館の施設命名権（ネーミングライツ）の優先交渉権者となった。2013年11月1日から2017年3月31日までの3年5か月、年間1750万円で島津製作所が当体育館の命名権を取得することで京都府と合意した。これにより当体育館は「島津アリーナ京都」の呼称を使用している。

## 交通
- JR山陰本線円町駅から徒歩8分
- 西日本ジェイアールバス・京都市営バス「府立体育館前」下車すぐ、同「大将軍」下車徒歩3分